# Tynanthus
Tynanthus Miers,  es un género de plantas de la familia Bignoniaceae que tiene 31 especies de árboles. Se distribuyen desde México a Bolivia.

## Descripción
Son  lianas, quizá pequeños árboles, los tallos con 4 brazos del floema en sección transversal; ramitas teretes a subtetragonales sin campos glandulares interpeciolares, a menudo con una cresta entre los pecíolos opuestos. Hojas 2-3-folioladas, el foliolo terminal a menudo reemplazado por un zarcillo simple o trifido. Inflorescencia axilar abierta o en forma de panícula terminal. Flores con el cáliz pequeño, cupular, subtruncada, generalmente 5-denticulada , corola blanca, a menudo pequeña, más o menos infundibuliforme.  Fruto una cápsula más o menos comprimida lineal, las válvas en paralelo al tabique, planas, con un margen ligeramente o notoriamente elevada, semillas planas,  con alas membranosas hialinas.

## Taxonomía
El género fue descrito por John Miers  y publicado en Proceedings of the Royal Horticultural Society of London 3: 193. 1863. La especie tipo es: Tynanthus fasciculatus

## Especies seleccionadas
| - Tynanthus angosturanus - Tynanthus caryophylleus - Tynnanthus caryophylleus - Tynanthus cognatus - Tynanthus confertiflorus - Tynanthus croatianus - Tynanthus elegans - Tynanthus fasciculatus - Tynanthus gibbus - Tynanthus gondotiana - Tynanthus guatemalensis - Tynanthus hyacinthinus - Tynanthus igneus - Tynanthus labiatus - Tynanthus laxiflorus - Tynanthus lindmanii | - Tynanthus lindmanni - Tynanthus macranthus - Tynanthus micranthus - Tynanthus myrianthus - Tynanthus panurensis - Tynanthus petiolatus - Tynanthus polyanthus - Tynanthus pubescens - Tynanthus sastrei - Tynanthus schumannianus - Tynanthus strictus - Tynanthus villosus - Tynnanthus villosus - Tynanthus weberbaueri - Tynnanthus weberbaueri |